# Coucal mênebiki
Centropus menbeki
Espèce
Statut de conservation UICN

 LC  : Préoccupation mineure
Le Coucal mênebiki ou Coucal menébeki (Centropus menbeki) est une espèce de Coucal, oiseau de la famille des Cuculidae. 

## Répartition
Son aire de répartition s'étend à travers l'archipel de Nouvelle-Guinée.

## Sous-espèces
Cet oiseau est représenté par deux sous-espèces :
- Centropus menbeki aruensis (Salvadori, 1878) — îles Aru ;
- Centropus menbeki menbeki Lesson & Garnot, 1828 — Nouvelle-Guinée.